# علي ماهر (سياسي)
 علي ماهر  (من مواليد 4 يناير 1939 - 23 نوفمبر 2016) كان دبلوماسيًا مصريًا وشخصية فكرية. كان حفيد أحمد ماهر باشا وشقيق أحمد ماهر وزير الخارجية السابق. درس القانون في جامعة القاهرة. دبلوماسي ماهر ، خدم ماهر حكومته في مناصب دبلوماسية مختلفة في كانبرا وطهران ولندن ، كسفير لمصر في تونس وفرنسا. وظل سفيرا لمصر في فرنسا لمدة 9 سنوات حتى عام 2002 وعرف بعميد السفراء العرب هناك. ثم تم تعيينه أمينًا عامًا لمؤسسة الفكر العربي حيث لعب دورًا مهمًا في تحسين الحوار بين الثقافات وتقديم نظرة عالمية للثقافة العربية. من عام 2006 إلى عام 2008 ، شغل ماهر منصب مدير معهد دراسات السلام. عمل السفير ماهر مستشارًا لمكتبة الإسكندرية حتى عام 2010 ثم أصبح رئيسًا لقطاع العلاقات الخارجية بمكتبة الإسكندرية حتى وفاته في 23 نوفمبر 2016. 